# فيرجيني يموان
فيرجيني يموان (بالفرنسية: Virginie Lemoine)‏ هي ممثلة فرنسية، ولدت في 26 فبراير 1961 بالدائرة الثامنة عشرة في باريس في فرنسا.

## وصلات خارجية
- فيرجيني يموان على موقع IMDb (الإنجليزية)
- فيرجيني يموان على موقع قاعدة بيانات الفيلم (الإنجليزية)